# Bergsjön (Långaryds socken, Småland)
Bergsjön är en sjö i Hylte kommun i Småland och ingår i Nissans huvudavrinningsområde. Sjön har en area på 0,183 kvadratkilometer och ligger 146,9 meter över havet. Sjön avvattnas av vattendraget Bergån.

## Delavrinningsområde
Bergsjön ingår i det delavrinningsområde (632685-135630) som SMHI kallar för Mynnar i Färgån. Medelhöjden är 157 meter över havet och ytan är 12,74 kvadratkilometer. Räknas de 3 avrinningsområdena uppströms in blir den ackumulerade arean 18,6 kvadratkilometer. Bergån som avvattnar avrinningsområdet har biflödesordning 3, vilket innebär att vattnet flödar genom totalt 3 vattendrag innan det når havet efter 75 kilometer. Avrinningsområdet består mestadels av skog (77 procent). Avrinningsområdet har 0,26 kvadratkilometer vattenytor vilket ger det en sjöprocent på 2,1 procent.